# Duda (football, 1974)
Pour les articles homonymes, voir Duda.
Carlos Eduardo Ventura dit Duda est un footballeur brésilien né le 15 mars 1974 à São Bernardo do Campo.

## Palmarès
Avec le FC Porto :
- Vainqueur de la Coupe du Portugal en 2000

Avec le Boavista FC :
- Champion du Portugal en 2001